# Rattle That Lock
Rattle That Lock es el cuarto álbum de estudio del músico británico David Gilmour, lanzado el 18 de septiembre de 2015 por Columbia Records. El lanzamiento del álbum fue seguido de una corta gira por Europa entre septiembre y octubre de 2015, continuando por primera vez en América del Sur visitando Brasil, Argentina y Chile en diciembre y posteriormente Norteamérica entre marzo y abril de 2016. El diseño de portada de Rattle That Lock fue creado por Dave Stansbie bajo la dirección de Aubrey Powell, quien ha trabajado con Gilmour y Pink Floyd desde finales de la década de 1960.

## Grabación
Rattle That Lock fue grabado en el estudio personal de David Gilmour. La mayor parte fue realizada en Medina Studio, cerca de Brighton, con otras sesiones realizadas en el barco Astoria. The Endless River, el último álbum de Pink Floyd, fue grabado de forma similar usando en forma combinada ambos estudios. El álbum fue mezclado en Astoria, con la masterización para la edición en vinilo realizada por James Guthrie y Joel Plante en Das Boot Recording, en Lake Tahoe, California.

## Lista de canciones
| N.º | Título                         | Escritor(es)                             | Duración |  |
| 1.  | «5 A.M.»                       | David Gilmour                            | 3:04     |  |
| 2.  | «Rattle That Lock»             | Gilmour, Polly Samson, Michaël Boumendil | 4:55     |  |
| 3.  | «Faces of Stone»               | Gilmour                                  | 5:32     |  |
| 4.  | «A Boat Lies Waiting»          | Gilmour, Samson                          | 4:34     |  |
| 5.  | «Dancing Right in Front of Me» | Gilmour                                  | 6:11     |  |
| 6.  | «In Any Tongue»                | Gilmour, Samson                          | 6:46     |  |
| 7.  | «Beauty»                       | Gilmour                                  | 4:28     |  |
| 8.  | «The Girl in the Yellow Dress» | Gilmour, Samson                          | 5:25     |  |
| 9.  | «Today»                        | Gilmour, Samson                          | 5:55     |  |
| 10. | «And Then...»                  | Gilmour                                  | 4:29     |  |

| Edición deluxe y Blu-Ray |                                                                                               |                            |          |  |
| N.º                      | Título                                                                                        | Escritor(es)               | Duración |  |
| 1.                       | «Barn Jam 1»                                                                                  | Gilmour                    |          |  |
| 2.                       | «Barn Jam 2»                                                                                  | Gilmour                    |          |  |
| 3.                       | «Barn Jam 3»                                                                                  | Gilmour                    |          |  |
| 4.                       | «Barn Jam 4»                                                                                  | Gilmour                    |          |  |
| 5.                       | «The Animators, Alisdair + Jock» (documental)                                                 |                            |          |  |
| 6.                       | «Rattle That Lock» (video)                                                                    | Gilmour, Samson, Boumendil |          |  |
| 7.                       | «The Animators, Danny Madden» (documental)                                                    |                            |          |  |
| 8.                       | «The Girl in the Yellow Dress» (video)                                                        | Gilmour, Samson            |          |  |
| 9.                       | «Polly Samson and David Gilmour at the Borris House Festival of Words and Ideas» (documental) |                            |          |  |
| 10.                      | «The Making of the Rattle That Lock album» (documental)                                       |                            |          |  |
| 11.                      | «Rattle That Lock (Extended mix)» (solo audio)                                                | Gilmour, Samson, Boumendil |          |  |
| 12.                      | «The Girl in the Yellow Dress (Versión orquestal)» (solo audio)                               | Gilmour, Samson            |          |  |
| 13.                      | «Rattle That Lock (Youth mix - 12" extended radio dub)» (solo audio)                          | Gilmour, Samson, Boumendil |          |  |
| 14.                      | «Rattle That Lock (Radio edit)» (solo audio)                                                  | Gilmour, Samson, Boumendil |          |  |